# Fort Phil Kearny
Artikeln behandlar fortet i nuvarande Johnson County, Wyoming. Ej att förväxla med Fort Kearny, Nebraska eller Fort Kearny, Washingon D.C..

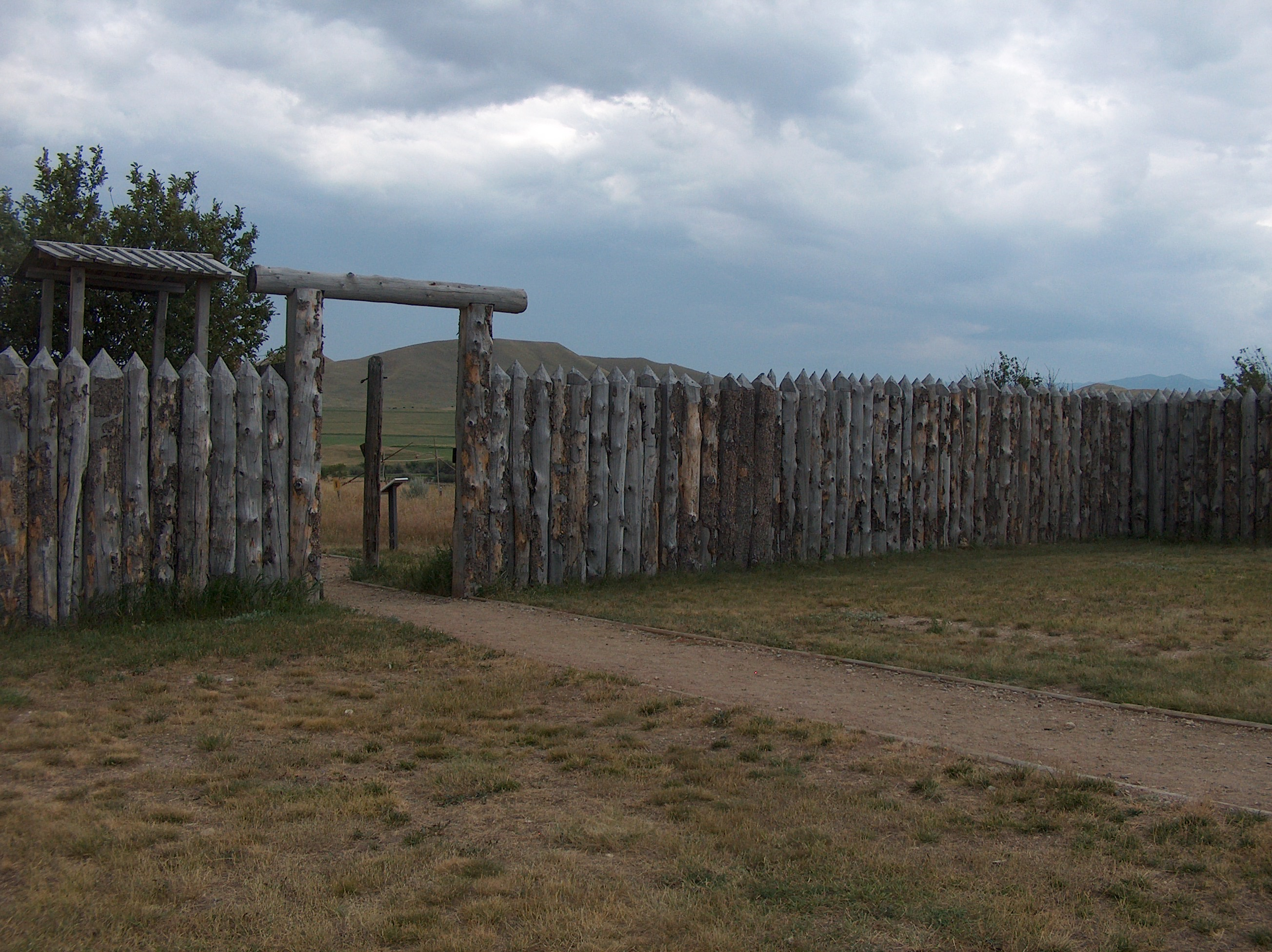
Rekonstruerad palissad.

Fort Phil Kearny är en tidigare amerikansk armépostering i nuvarande Wyoming. Fortet uppfördes 1866 på Bighorn Mountains östra sida, vid nybyggarleden Bozeman Trail i det dåvarande Dakotaterritoriet. Platsen är idag ett historiskt minnesmärke i Johnson County, beläget omkring 8 kilometer sydost om orten Story, Wyoming och 25 kilometer norr om staden Buffalo, Wyoming.

## Historia

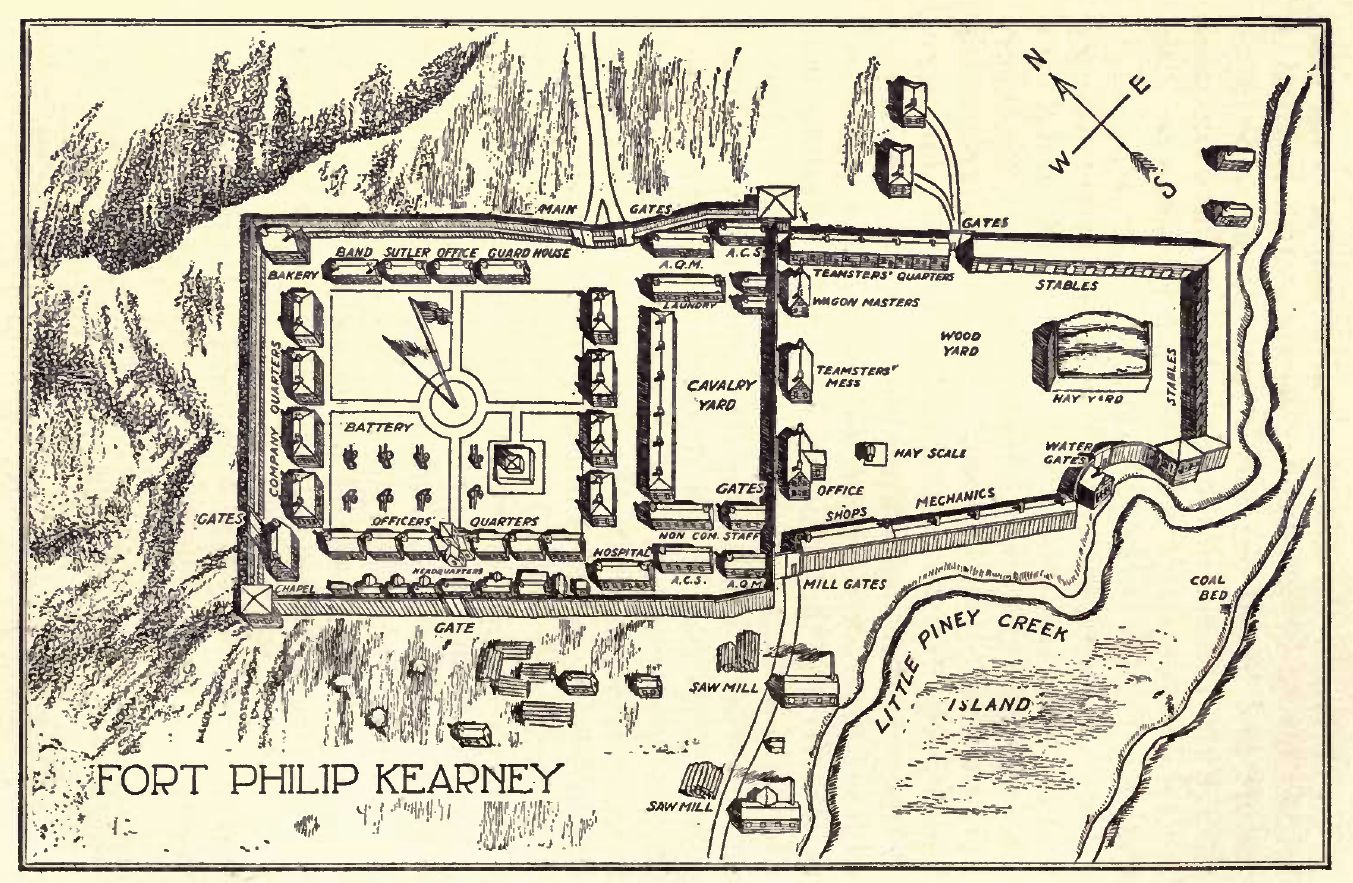
Planritning över fortet. Ur Indian Fights and Fighters (1904).

Fortet etablerades av USA:s armé 1866 som det största av en serie av tre fort, tillsammans med Fort Reno söderut och Fort C.F. Smith norrut, för att skydda nybyggarleden Bozeman Trail från attacker under den mest intensiva perioden av Indiankrigen i området. Fortet döptes efter nordstatsgeneralen Philip Kearny, som stupat i amerikanska inbördeskriget. Som mest utgjordes fortets garnison av omkring 400 soldater och 150 civila.
Fortet var omstritt och spelade en viktig roll under Red Cloud-kriget 1866–1868. I närheten av fortet utspelades Fettermanmassakern 1866 och Wagon Box Fight 1867. Kriget avslutades med Fort Laramie-fördraget 1868, där USA förband sig att dra tillbaka alla nybyggare och trupper från Powder Rivers floddal, och fortet övergavs 1868. Kort därefter brändes det ned av cheyenner. Vid samma tid färdigställdes den transamerikanska järnvägen, varför nybyggarleden norrut genom området kunde ersättas med en annan led längre västerut genom Idahoterritoriet.
Sedan 1960 är fortet upptaget som federalt historiskt minnesmärke och har idag ett besökscentrum, med utställningar, guidade turer av de arkeologiska lämningarna och slagfälten, samt rekonstruerade byggnader.